# Bosgouet
Bosgouet es una localidad y comuna francesa situada en la región de Alta Normandía, departamento de Eure, en el distrito de Bernay y cantón de Routot.

## Demografía
| 383 | 353 | 422 | 524 | 569 | 548 |
| Para los censos de 1962 a 1999 la población legal corresponde a la población sin duplicidades (Fuente: INSEE [Consultar]) |     |     |     |     |     |

## Lugares de interés
Castillo de Hautonne del siglo XVII e iglesia de Saint-Martin con coro del siglo XIII, nave del siglo XIX e inscripciones alegóricas del siglo XVII. 
Área de servicio de la autopista de Normandía.